# Bandes de polo
Les bandes de polo sont des bandes de tissu très épais et légèrement élastiques, d'environ 4 mètres de long. Elles sont utilisées pour protéger les membres du cheval. Elles se placent ajustées, sans être trop serrées et sans faux-plis.